# 兴街镇
兴街镇，是中华人民共和国云南省文山壮族苗族自治州西畴县下辖的一个乡镇级行政单位。

## 行政区划
兴街镇下辖以下地区：
兴街村、老街村、磨合村、甘塘子村、戈木村、清河村、龙坪村、牛塘子村、兴隆村、江六村、安乐村、三光村和拉孩村。